# Maurizio Zurla
Maurizio Zurla (Crema, 2 luglio 1946 – Crema, 18 luglio 2021) è stato un artista italiano.

## Biografia
Discendente di un'antica casata cremasca risalente al XII secolo che acquisì il titolo di marchesi nel 1699, nella sua carriera artistica fu pittore, incisore, medaglista, scultore e restauratore.
Si diplomò alla fine degli anni sessanta presso l’Accademia di belle arti di Brera dove fu allievo di Domenico Cantatore.
La sua prima esposizione fu nel 1970 presso alla XII Biennale di Arte Figurativa di Imola ove Cantatore lo segnalò al curatore della mostra Anacleto Margotti e che gli valse l’attenzione anche all’estero come dimostra un articolo pubblicato sulla Revue Moderne di Parigi.
Per tutto il decennio degli anni settanta si dedicò a mostre personali e collettive, sia in Italia sia all’estero, esponendo principalmente opere di pittura, ma anche incisioni e scenografie per opere teatrali.
Nel 1973 divenne insegnante di Figura e Anatomia, a Milano, Lodi, quindi presso il liceo artistico Bruno Munari di Crema.
La partecipazione alla mostra collettiva cremonese "Proposte d’arte religiosa" nel 1983 segnò una svolta aprendo la porta alle committenze che si rivolsero a decorazione di chiese, realizzazione di monumenti, vetrate, medaglie, opere pubbliche. Essa proseguì fino alla sua scomparsa.

## Opere

### Anni ottanta
- Altare per la chiesa parrocchiale di Sant’Angela Merici a Crema (1985)[7].
- Bronzo per il Trofeo Angelo Dossena (1985)[7].
- Tabernacolo per la chiesa parrocchiale di Sant’Angela Merici a Crema (1986)[7].
- Monumento all’Avis a Romanengo (1986)[7][8].
- Pastorale del vescovo di Cremona Enrico Assi (1986)[5][7].
- Madonna con il Bambino in terracotta, per la chiesa parrocchia di San Carlo Borromeo a Crema (1987)[7].
- Battesimo di Gesù, bassorilievo in terracotta per la chiesa di san Pietro Apostolo a Crema (1987)[9].
- Altare, ambone e croce in bronzo per il santuario della Madonna della Misericordia a Castelleone (1988)[7][10].
- Monumento al Bersagliere Amigoni a Romanengo (1988)[7].
- Altare con rilievi in bronzo per la chiesa parrocchiale di San Pancrazio a Campagnola Cremasca (1990)[7].
- Medaglia commemorativa in bronzo in occasione del rifacimento del presbiterio del santuario della Madonna della Misericordia a Castelleone (1990)[11].

### Anni novanta

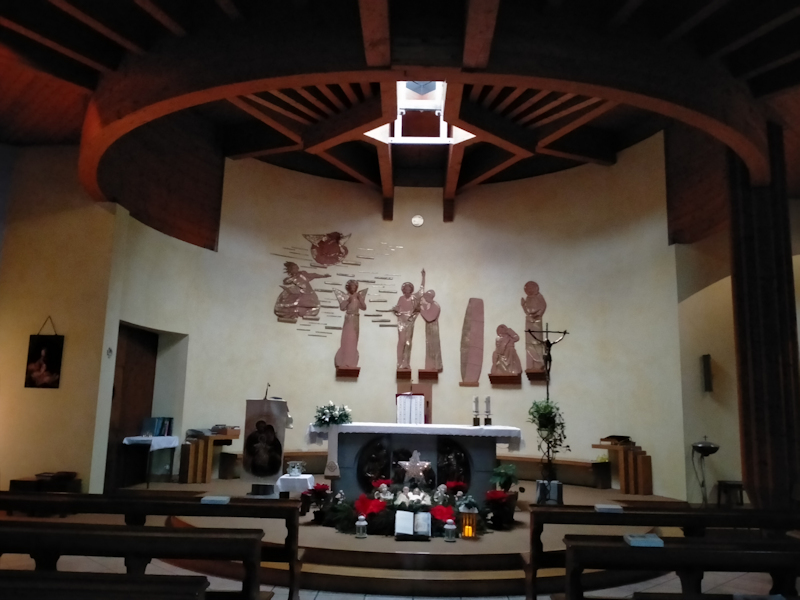
L'altare e l'abside della chiesa di Sant'Angela Merici, con le formelle che rappresentano La resurrezione.

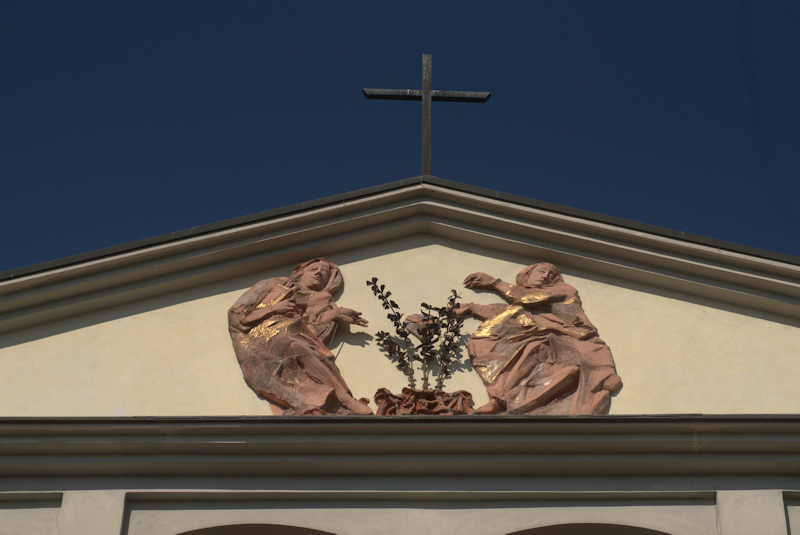
L'annunciazione, per la chiesa del Cuore immacolato di Maria.

- Annunciazione’ in terraccota per la Chiesa del Cuore immacolato di Maria di Castelnuovo (anni novanta)[7].
- Medaglia celebrativa per il quinto centenario della chiesa di Santa Maria delle Grazie di Soncino (1992)[1].
- Decorazione, altare, ambone e formelle in cotto per la cappella della Fondazione Benefattori Cremaschi di via Zurla a Crema (1993)[7].
- Rosone della chiesa parrocchiale di Sant’Angela Merici a Crema (1994)[7].
- Dipinto per l’aula consiliare del comune di Izano (1994).
- Monumento ai Caduti delle due guerre mondiali a Izano (1995)[7][12].
- Ciclo di figure in terracotta raffiguranti la Resurrezione per la chiesa parrocchiale di Sant’Angela Merici a Crema (1996)[7].
- Ciclo della Via Crucis in terracotta per la chiesa parrocchiale di Sant’Angela Merici a Crema (1996)[7].
- Affresco per una cappella cimiteriale a Izano (1999)[7].
- Altare, ambone e sedia del celebrante per la chiesa parrocchiale di San Pietro in Vincoli a Madignano (2000)[7].

### Anni duemila

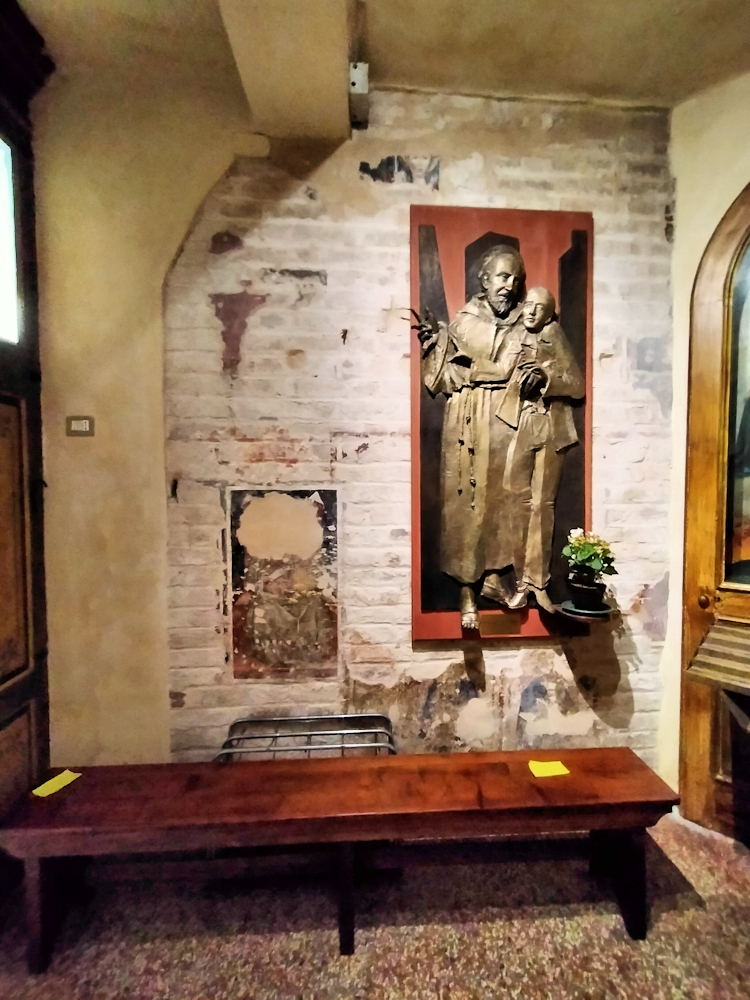
La statua di San Pio da Pietrelcina nella chiesa di Sant’Antonio Abate.

- Vetrate artistiche e statua di San Pio da Pietrelcina nella chiesa vescovile di Sant’Antonio Abate a Crema (2003)[7].
- Monumento ai Caduti di Cremosano (2004)[7][13].

### Anni duemiladieci
- Pannello in bronzo per non vedenti con rilievi in braille presso il palazzo comunale di Crema (2011)[7][14].
- Ambone, altare e tabernacolo in bronzo per la cappella della Fondazione Benefattori Cremaschi di via Kennedy a Crema (2014)[7].
- Maria Salus Infirmorum, affresco per la cappella della Fondazione Benefattori Cremaschi di via Kennedy a Crema (2014)[15].
- Medaglia celebrativa per la Società Storica Cremasca (2016)[7].

## Mostre
- Personale alla Galleria “La Cascina” di Breganzona a Lugano (1967).
- Personale al circolo dell’Ambasciata Italiana a Lugano (1967).
- Personale alla Galleria “La Cascina” di Breganzona a Lugano (1968).
- Personale alla Galleria “La Cascina” di Breganzona a Lugano (1971).
- Personale alla Galleria “Il Poliedro” di Cremona (1971).
- Personale alla “Piccola Galleria” di Brescia (1972).
- Personale alla Galleria “Il Bacchiglione” di Vicenza (1974).
- Personale alla Galleria “Arte Gerundo” a Crema (1977).
- Personale Terre Cotte Policrome presso l’Hotel Vittoria a Brescia (1982).
- Personale al Circolo San Michele “Apocalisse Terre Cotte Policrome” a Cremona (1987).
- Personale “Due Secoli a Confronto” Galleria Antiquaria G. Gatti a Crema (1987).
- Personale a Offanengo (1993).
- Personale “Maurizio Zurla - bronzi, terrecotte, acquerelli 1988-2002” presso la rocca sforzesca di Soncino (2002).
- Personale, “Madonne e angeli biscuit” presso il Museo civico di Crema e del Cremasco (2005).
- Personale “L’altra realtà” presso la Fondazione San Domenico a Crema (2009).